# Trofeu de París
El Torneig de París va ser inicialment una competició internacional de caràcter amistós, disputada per quatre clubs de futbol al Parc dels Prínceps de la capital de França. La competició va reunir els millors equips del món. Del 1957 al 1966, el torneig fou organitzat pel Racing Club de France i del 1975 al 2010 pel París Saint-Germain. Entre el 1994 i el 2009 el PSG va renunciar a organitzar-lo per problemes financers. A partir del 2012, el torneig fou refundat amb el nom de «Trofeu de París».

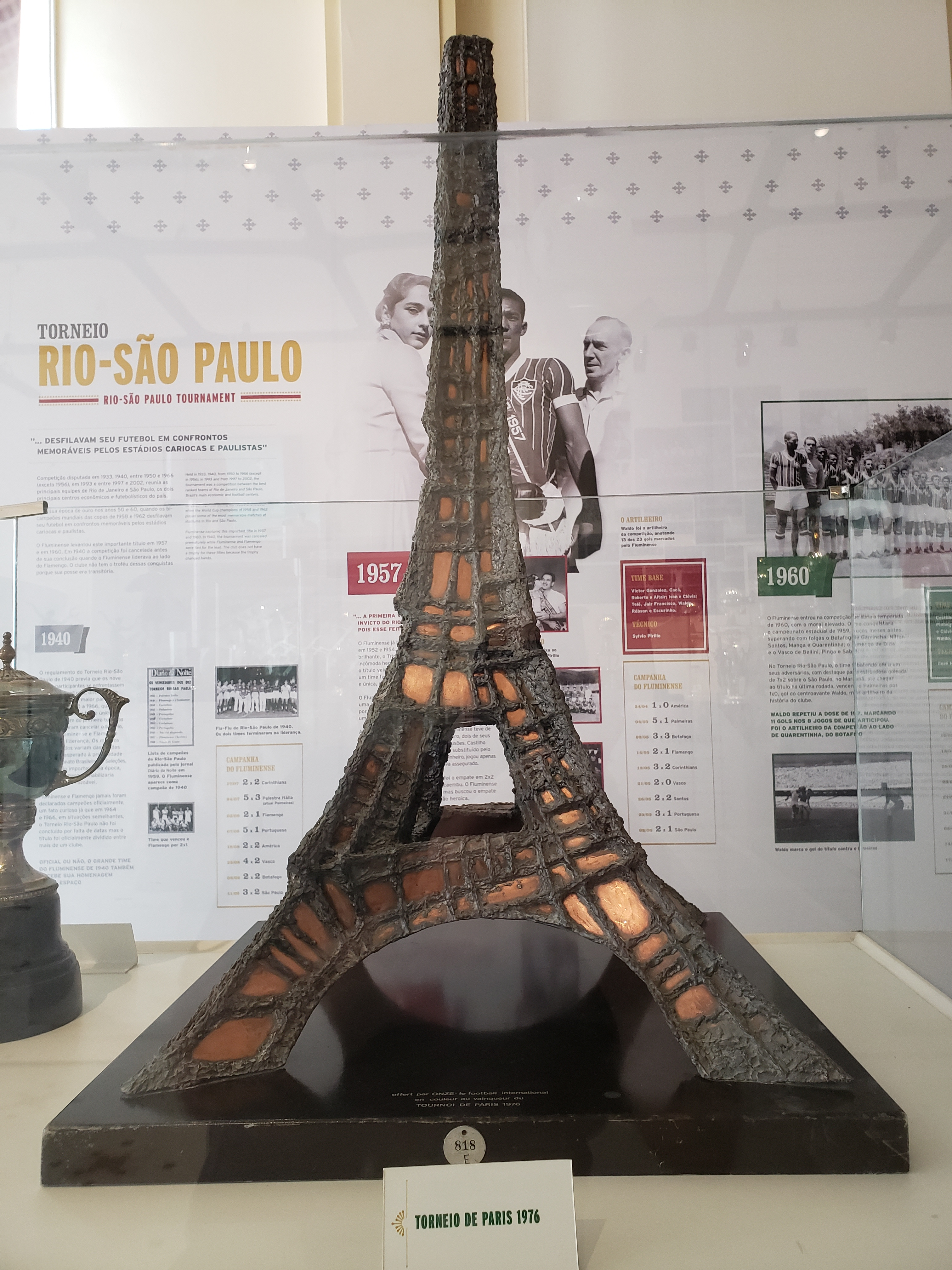
Trofeu de París 1976.

## Palmarès
| Any  | Guanyador              | Marcador  | Finalista              | Tercer                   | Quart                      |
| 1957 | Vasco da Gama          | 4-3       | Reial Madrid           | RCF París                | Rot-Weiss Essen            |
| 1958 | RCF París              | 2-1       | Bolton Wanderers       | Flamengo                 | Újpest FC                  |
| 1959 | RCF París              | 6-0       | Fortuna Düsseldorf     | Vasco da Gama            | AC Milan                   |
| 1960 | Santos FC              | 4-1       | RCF París              | CSKA Sofia               | Stade Reims                |
| 1961 | Santos FC              | 6-3       | SL Benfica             | RSC Anderlecht           | RCF París                  |
| 1962 | Estrella Roja          | 2-0       | Rapid de Viena         | RCF París                | Santos FC                  |
| 1963 | Botafogo FR            | 3-2       | RCF París              | RSC Anderlecht           | Újpest FC                  |
| 1964 | RSC Anderlecht         | 5-2       | Borussia Dortmund      | Stade Reims              | Santos FC                  |
| 1965 | Sparta Prague          | 4-2       | Stade Rennais          | RSC Anderlecht           | RCF París                  |
| 1966 | RSC Anderlecht         | 3-1       | RCF París              | Sparta Prague            | Vasco da Gama              |
| 1973 | Feyenoord Rotterdam    | 1-1 (5-4) | Bayern de Múnic        | París FC                 | Olympique de Marseille     |
| 1975 | València CF            | 1-0       | Paris Saint-Germain FC | Fluminense FC            | Sporting Clube de Portugal |
| 1976 | Fluminense FC          | 3-1       | Selecció europea       | Equip olímpic del Brasil | Paris Saint-Germain        |
| 1977 | RSC Anderlecht         | 4-1       | Ferencváros TC         | Paris Saint-Germain      | Vasco da Gama              |
| 1978 | Països Baixos          | 7-1       | Brujas                 | Paris Saint-Germain      | Iran                       |
| 1979 | Benfica Lisboa         | 4-0       | Estrella Roja          | Paris Saint-Germain      | Equip olímpic del Brasil   |
| 1980 | Paris Saint-Germain    | 4-4 (5-4) | Standard de Lieja      | SL Benfica               | Ajax Amsterdam             |
| 1981 | Paris Saint-Germain    | 3-1       | Eintracht Frankfurt    | Vasco da Gama            | AS Saint-Étienne           |
| 1982 | Atlético Mineiro       | 1-0       | Dinamo Zagreb          | Paris Saint-Germain      | FC Colònia                 |
| 1983 | Equip de Romania       | 1-0       | Paris Saint-Germain    | Botafogo FR              | Maccabi Netanya            |
| 1984 | Paris Saint-Germain    | 2-1       | HNK Hajduk Split       | Servette FC              | Botafogo FR                |
| 1985 | SV Waregem             | 4-3       | Paris Saint-Germain    | FC Colònia               | AS Saint-Étienne           |
| 1986 | Paris Saint-Germain    | 5-1       | SC Portugal            | AS Saint-Étienne         | Steaua Bucarest            |
| 1987 | Fluminense FC          | 1-0       | Girondins de Burdeus   | Dinamo Zagreb            | Paris Saint-Germain        |
| 1988 | Montpellier HSC        | 1-1 (3-1) | Paris Saint-Germain    | Partizan Belgrad         | Servette FC                |
| 1989 | Paris Saint-Germain FC | 1-0       | Montpellier HSC        | Vasco da Gama            | FC Porto                   |
| 1991 | Olympique de Marseille | 1-0       | Flamengo               | Paris Saint-Germain FC   | SC Portugal                |
| 1992 | Paris Saint-Germain FC | 1-0       | AS Monaco              | Borussia Dortmund        | Liverpool FC               |
| 1993 | Paris Saint-Germain FC | 1-0       | AJ Auxerre             | Eintracht Frankfurt      | Fluminense FC              |
| 2010 | Girondins de Bordeaux  | lligueta  | Paris Saint-Germain FC | AS Roma                  | FC Porto                   |
| 2012 | FC Barcelona           | 2-2 (4-1) | Paris Saint-Germain FC |                          |                            |